# Clément Taillade
Clément Taillade, député né le 11 avril 1909 à Blaye-les-Mines et mort le 27 mars 1978 à Cordes-sur-Ciel, est un homme politique français.

## Biographie
Fils d'un mineur de l'Ariège, Clément Taillade suit des études secondaires dans un orphelinat de Lourdes, puis supérieures, en droit à Toulouse.
Membre de la Jeunesse ouvrière chrétienne dès la fin des années 1920, il adhère ensuite au parti démocrate populaire.
Pendant la seconde guerre mondiale, il participe à la résistance, au sein du mouvement Combat, puis des Mouvements unis de la résistance.
Adhérant au Mouvement Républicain Populaire dès sa fondation, c'est sous cette étiquette qu'il est élu conseiller municipal d'Albi en 1945.
En octobre 1945, il est élu député du Tarn sur la liste du MRP menée par François Reille-Soult. Il est ensuite constamment réélu, dans les mêmes conditions, jusqu'en 1956.
Vice-président de la commission de la comptabilité en juillet 1951, il en devient le président en septembre de cette même année.
Son action parlementaire vise à donner un statut professionnel à certaines catégories de travailleurs indépendants, dont les agents immobiliers. Il défend aussi le maintien des usages locaux dans la réforme du fermage et du métayage entamée en 1950.
Il se consacre aussi aux questions relatives au cinéma et à la radio. Il est ainsi, en 1949, rapporteur du budget de la radiodiffusion française.
En 1956, le déclin électoral du MRP lui fait perdre un de ses deux sièges de député dans le Tarn. N'étant pas réélu, Clément Taillade entame un retrait de la vie politique. Il abandonne ainsi son mandat de conseiller municipal deux ans plus tard.
Il se consacre alors à son activité professionnelle, d'abord à la tête de la coopérative agricole de Lavaur, puis comme secrétaire général de la formation professionnelle de l'automobile.